# Philippe Coulon
Philippe Coulon (Tours, 27 de febrero de 1950) es un expiloto de motociclismo suizo, que compitió en el Campeonato del Mundo de Motociclismo desde 1973 hasta 1983. Su mejor temporada fue en 1976 donde acabó en sexta posición de la clasificación general del campeonato de 500cc.

## Resultados en el Campeonato del Mundo
Sistema de puntuación desde 1969 hasta 1987:
| Posición | 1  | 2  | 3  | 4 | 5 | 6 | 7 | 8 | 9 | 10 |
| Puntos   | 15 | 12 | 10 | 8 | 6 | 5 | 4 | 3 | 2 | 1  |

(Carreras en negrita indica pole position; carreras en cursiva indica vuelta rápida)
| Año  | Cat.  | Moto   | 1       | 2       | 3      | 4       | 5       | 6       | 7       | 8       | 9       | 10      | 11      | 12     | 13     | Pts. | Pos. |
| ---- | ----- | ------ | ------- | ------- | ------ | ------- | ------- | ------- | ------- | ------- | ------- | ------- | ------- | ------ | ------ | ---- | ---- |
| 1973 | 350cc | Yamaha | FRA -   | AUT -   | GER -  | NAT -   | IOM -   | YUG -   | NED -   |         | TCH -   | SWE -   | FIN -   | ESP 6  |        | 5    | 31.º |
| 1974 | 500cc | Yamaha | FRA -   | GER DNS | AUT -  | NAT -   | IOM -   | NED -   | BEL -   | SWE -   | FIN 9   |         | TCH -   |        |        | 2    | 31.º |
| 1974 | 350cc | Yamaha | FRA -   | GER -   | AUT -  | NAT -   | IOM -   | NED -   |         | SWE Ret | FIN -   | YUG -   |         | ESP -  |        | 0    | -    |
| 1975 | 350cc | Yamaha | FRA 17  | AUT 4   | GER 4  | NAT Ret | IOM -   | NED -   | BEL -   | IDM -   | SWE Ret | FIN Ret | TCH Ret |        |        | 16   | 13.º |
| 1976 | 500cc | Suzuki | FRA Ret | AUT Ret | NAT 8  |         | IOM -   | NED Ret | BEL Ret | SWE 6   | FIN 3   | CZE 3   | GER Ret |        |        | 28   | 6.º  |
| 1977 | 500cc | Suzuki | VEN 5   | AUT DNS | GER 5  | NAT 6   |         | FRA 5   |         | NED 4   | BEL 6   | SWE Ret | FIN -   | CZE -  | GBR -  | 36   | 8.º  |
| 1977 | 350cc | Yamaha | VEN -   |         | GER -  | NAT Ret | ESP -   | FRA -   | YUG -   | NED -   |         | SWE -   | FIN -   | CZE -  | GBR -  | 0    | -    |
| 1978 | 500cc | Suzuki | VEN -   | ESP Ret | AUT 11 | FRA 20  | NAT 8   | NED 11  | BEL Ret | SWE 9   | FIN -   | GBR 16  | GER 25  |        |        | 4    | 22.º |
| 1979 | 500cc | Suzuki | VEN -   | AUT DNQ | GER 5  | NAT 8   | ESP 8   | YUG Ret | NED 5   | BEL DNS | SWE Ret | FIN 8   | GBR 8   |        | FRA 6  | 29   | 9.º  |
| 1980 | 500cc | Suzuki | NAT 9   | ESP 8   | FRA 16 |         | NED Ret | BEL 11  | FIN 8   | GBR 8   |         | GER Ret |         |        |        | 11   | 13.º |
| 1981 | 500cc | Suzuki |         | AUT 11  | GER 12 | NAT Ret | FRA Ret |         | YUG Ret | NED 15  | BEL 27  | RSM Ret | GBR Ret | FIN 15 | SWE 17 | 0    | -    |
| 1982 | 500cc | Suzuki | ARG 15  | AUT 13  | FRA 10 | ESP 12  | NAT 12  | NED Ret | BEL 15  | YUG 14  | GBR 20  | SWE 8   |         | RSM 13 | GER 9  | 6    | 22.º |
| 1983 | 500cc | Suzuki | FRA 12  | NAT Ret | GER 23 | ESP 17  | AUT 16  | YUG 14  | NED 18  | BEL Ret | GBR 24  | SWE 19  | SMR 13  |        |        | 0    | -    |